# Bem Paraná
Bem Paraná é um jornal fundado em Curitiba em 17 de junho de 1983, com o nome Jornal do Estado. Seu nome foi modificado em 2013 devido ao sucesso do portal homônimo.

## História
O Jornal do Estado foi fundado por Roberto Barrozo em 17 de junho de 1983, circulando pela Grande Curitiba. Logo de início, o nome havia causado polêmica, pois havia diversos jornais com nomes similares, como O Estado do Paraná, e o nome não dizia o estado que o jornal circulava. A mudança de nome foi negada por conservadorismo da direção. Em 1996, o jornal teve sua primeira edição em cores. Sua tiragem diária estava entre 9 e 10 mil exemplares.
Com a chegada da internet no Brasil, os concorrentes tradicionais do Jornal do Estado, como O Estado do Paraná, Diário Popular e Correio de Notícias, faliram. Com isso, jornais ligados ao Grupo Paranaense de Comunicação (GRPCOM), como Gazeta do Povo e Tribuna do Paraná, passaram a exercer monopólio nos meios de comunicação paranaenses. O Jornal do Estado e o Indústria e Comércio tornaram-se uma "concorrência tímida" ao GRPCOM.
Em 1999, Roberto Barrozo Filho assumiu a presidência após a morte do pai. Em sua gestão, o Jornal do Estado ganhou website em 2003, virando portal de notícias em 2006. Em 2008, o portal foi renomeado para Bem Paraná. Devido ao seu sucesso, em 2013 o jornal impresso também foi renomeado como Bem Paraná. O nome Jornal do Estado foi usado como lema da empresa até 2017. No mesmo ano, o portal recebia de 1 milhão a 1,2 milhão de acessos por mês. No período, o jornal sofreu com a redução de espaço físico e funcionários. Em 2015, foi concluida a mudança do formato tradicional para o tabloide. Também foi criado um novo caderno de programação cultural, o suplemento Bem Feito, o encarte semanal Bem na Segunda e o blog policial Plantão 190. A mudança foi impulsionada pelo encerramento do jornal diário da Gazeta do Povo, que abriu um espaço no mercado. Em 2015, havia mais de 40 blogs no portal, incluindo o Curitiba Mil Grau e o Curitiba Cult. Em 2023, o jornal passou a investir em audiovisual, com a produção de vídeos e podcasts.

## Editorial
De acordo com Barrozo, o jornal nasceu para defender a estrutura econômica do Paraná sem visar o protecionismo privilegiado. O Bem Paraná possui grande foco em política, e em contrapartida não cobre tanto segurança pública. A maior parte do conteúdo noticiado vem de agências de notícia, acessorias de imprensa e apurações por telefone. Em 2014, os funcionários do Bem Paraná reclamavam de falta de pessoal e acúmulo de cargos, com apenas os editoriais de Geral e Esportes tendo um repórter cada. O editorial que mais produzia matérias exclusivas era o de Política.

## Receita
A maior parte da renda do Bem Paraná vem de publicidade legal, como balanços e editais. A receita do jornal impresso vem principalmente da publicidade tradicional. A versão online é a que menos gera renda e a que mais possui leitores. O lucro vem pricipalmente da venda de matérias e projetos e o recebimento de prêmios. Os anúncios no portal são remunerados pela contagem de acessos.